# Elecció papal de 1143
L'elecció papal de 1143 va seguir la mort del Papa Innocenci II i acabà amb l'elecció del Papa Celestí II.
El Papa II Innocenci II va morir el 24 de setembre de 1143 a Roma. Durant els primers vuit anys del seu pontificat va afrontar el cisme amb l'Antipope Anaclet II (1130–1138), que finalment es va acabar el maig de 1138 amb l'abdicació del successor d'Anaclet, l'Antipapa Víctor IV (1138). El Concili del Laterà II a l'abril de 1139 va fer marxar de les oficines eclesiàstiques a tots els partidaris anteriors d'Anaclet. Tanmateix, malgrat el triomf sobre l'antipapa, els últims anys del pontificat d'Innocenci no van ser fàcils, ja que els exèrcits papals foren derrotats pel rei Roger II de Sicília, que havia rebut la corona d'Anaclet II i va exigir el reconeixement del seu títol. Després de la batalla perduda de Galluccio el 22 de juliol de 1139, el papa esdevingué presoner de Roger i fou forçat a confirmar tots els privilegis que Anaclet II havia donat al rei. Poc després sorgí un nou problema a la ciutat de Roma. El 1143, poc abans de la mort d'Innocenci II, el poble rumà va crear una comuna que va rebutjar el govern secular del papat a la Ciutat Eterna. L'elecció del successor d'Innocenci es va celebrar a l'ombra d'aquesta revolució municipal.
Els cardenals presents a Roma es van reunir a la basílica de Sant Joan del Laterà i el 26 de setembre 1143 fou elegit el cardenal Guido del Castello de San Marco, que havia estat prèviament llegat d'Innocenci II davant el rei Roger el 1137, [3] i era el primer cardenal amb el títol de magister. Va prendre el nom de Celestí II i va ser consagrat en el mateix dia.